# Bipedie

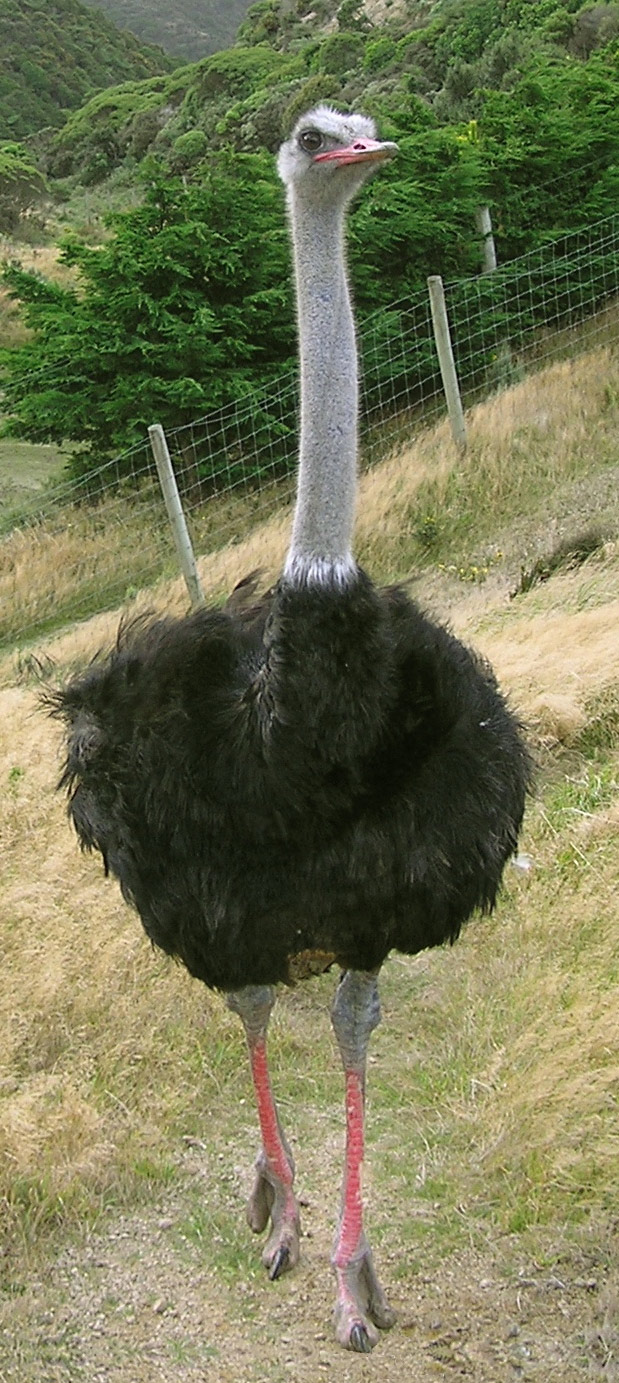
Een struisvogel beweegt zich bipedisch voort

Bipedie of tweevoetigheid is voortbeweging – lopen of hardlopen – op de twee achterste ledematen. Een diersoort is tweevoetig als deze zich primair zo voortbeweegt. Naast deze obligate bipedie en de incidentele bipedie van dieren die dit in een enkel geval gebruiken, is er een tussenvorm van facultatieve bipedie waarbij het wel een belangrijke voortbewegingsvorm is.
De mens is de bekendste tweevoetige soort. Andere primaten met dezelfde voorouders als de mens, als de chimpansee, bonobo en gorilla bewegen zich slechts incidenteel voort op de achterste ledematen. Andere tweevoetige diersoorten zijn schubdierachtigen, vogels, kangoeroes, springhazen en notomys. Eerder in de evolutie kwamen tweevoetige dieren voor onder andere bij de tweevoetige Theropoda, met onder ander Tyrannosaurus. Sommige vogels zoals pinguïns kunnen zich maar moeizaam verplaatsen aan land. Struisvogels daarentegen zijn de snelste vogels op de grond en de snelste landdieren op twee poten. Ze halen topsnelheden tot 70 km/u.

## Springen
Kangoeroes, springhazen en notomys bewegen zich in tegenstelling tot de andere dieren met het springen met beide achterpoten tegelijk. Sommige vogels bewegen zowel met de spring- als de wandelmethode. Kangoeroes kunnen zich efficiënt voortbewegen doordat spieren en pezen gebruikt worden als elastiek om kinetische energie tijdelijk op te slaan in potentiële energie die dan weer te hergebruiken bij het afzetten. Bij lage snelheid is de kangoeroe niet tweevoetig.

## Mens
Bij primaten is bipedie een niet-alledaagse of facultatieve vorm van voortbewegen en alleen bij mensen is dit de primaire manier.
Voor de mens was de evolutie naar bipedie de eerste stap in het proces van hominisatie, nog voor de ontwikkeling van grotere hersenen. De exacte aanzet tot die tweevoetigheid is niet zeker, maar klimaatverandering lijkt hierbij een belangrijke rol te hebben gespeeld, al is ook dat onderwerp van discussie. Zo stelt Tim D. White [...] “environment” and “climate change” do not cause evolution—differential fitness dependent on myriad adaptations within specific habitats does.
Binnen dit idee van klimaatverandering bestaat de savannehypothese al lang. In deze hypothese is de achteruitgang van tropische bossen naar savanne de aanzet voor vroege hominini tot bipedie. Vaak werd dit impliciet aangenomen, maar sommige vroege auteurs zagen savannes specifiek als open graslanden, terwijl anderen een mozaïek van omgevingen zagen, van bosgebieden tot graslanden. Sinds de jaren 1990 krijgt deze hypothese meer kritiek. De open-graslanden-versie wordt meestal afgewezen, terwijl de mozaïekversie nog steeds relatief breed gedragen wordt, hoewel de overgang van bos naar savanne waarschijnlijk geleidelijker is verlopen dan eerder werd gedacht. Een andere hypothese is dat de vroege hominini al tweevoetig waren toen zij de dichte bossen verlieten. De wateraaphypothese kent ook haar aanhangers, al is dat tegenwoordig vooral in de afgezwakte versie, de waterkanthypothese.
Binnen die omgevingshypotheses zijn er vele verschillende hypotheses over de specifieke mechanismes die leiden tot tweevoetigheid. Deze zijn gecategoriseerd door Michael D. Rose waar latere auteurs aanvullingen op hebben gegeven.
Van de voorouders van de moderne mens was de meerderheid tweevoetig, waar bij de vroege hominini nog over een goede klimvaardigheid beschikten. Anatomische verschillen en de gang wijzen daarbij veelal op een rechtopstaande houding en aanzet tot tweevoetigheid. Met het geslacht Homo werd de tweevoetigheid volledig.

### Voortbeweging mensachtigen
Terwijl de mens exclusief tweevoetig is, hebben de andere Hominidae of mensachtigen geen exclusieve vorm van voortbeweging. De orang-oetan of Pongo leeft vrijwel volledig in de bomen en doet aan klauteren, klimmen, brachiatie (armslingeren), viervoetig lopen door de takken, tweevoetig lopen over takken door hoger gelegen takken vast te houden en vuistlopen op de grond.
De chimpansee of Pan en de gorilla zijn veelzijdiger dan zowel orang-oetan als mensen, aangezien zij hun tijd evenrediger verdelen tussen bomen en de grond. Op de grond doen zij vooral aan knokkellopen, zowel snel als langzaam. Als zij op twee benen staan, is dit veelal terwijl zij zichzelf ondersteunen aan takken met hun voorste ledematen. Chimpansees (Pan troglodytes) maken ook op grote takken gebruik van knokkellopen.
De gang van een chimpansee is met gebogen knie en gebogen heup (bent-knee, bent-hip, BKBH), wat resulteert in een schuifelende loop, al zijdelings zwaaiend.
De gang van de mens kent een efficiënter gestrekt been tijdens het hielcontact (heel-strike). Dit is het begin van de standfase en hierbij staat de voet naar boven gebogen, in dorsiflexie. Daardoor raakt de rest van de voet de grond nog niet, iets wat bij de chimpansee nauwelijks het geval is. De rest van de voet volgt daarna. Daarna buigt de voet naar beneden, in plantaire flexie, waarbij de bal van de voet het gewicht gaat dragen. Daarmee kan de voet zich afzetten en begint de zwaaifase waarbij het andere been naar voren zwaait. Zodra deze volledig staat kan de eerste voet de laatste afzet (toe-off) doen met de grote teen.

### Anatomische verschillen
Er zijn de nodige anatomische verschillen tussen de moderne mens en mensapen. Van niet alle verschillen is helemaal duidelijk in hoeverre deze nodig zijn geweest voor de ontwikkeling van tweevoetigheid of dat ze daar juist een gevolg van waren.
| Eigenschap                                                  | Homo sapiens                            | Afrikaanse Hominidae                          | Functioneel belang voor H. sapiens |
| ----------------------------------------------------------- | --------------------------------------- | --------------------------------------------- | --- |
| Positie en oriëntatie van foramen magnum of achterhoofdsgat | In het transversale vlak                | Hellend, verder naar achter                   | Verticale houding van wervelkolom |
| Vorm van wervelkolom                                        | S-vormige lordose                       | C-vormig zonder lordose                       | Betere ondersteuning van rechtopstaande romp                                                                                                |
| Tussenwervelindex                                           | Laag, ~72                               | Hoog, Pan 103-105, Gorilla ~115 en Pongo ~139 | Langere paslengtes |
| Grootte van wervellichamen                                  | Groter, vooral lendenwervels            | Kleiner                                       | Verhoogde belastbaarheid van rechtopstaande romp                                                                                            |
| Vorm van darmbeen in heup                                   | Kort, breed, gebogen                    | Lang, smal, plat                              | Steun voor rechtopstaande romp |
| Vleugel van darmbeen                                        | Steekt naar voren                       | Steekt opzij                                  | Steun voor rechtopstaande romp |
| Afstand tussen heup en SI-gewricht                          | Klein                                   | Groot                                         | Efficiëntere gewichtsoverdracht tussen wervelkolom en heupgewricht                                                                          |
| Grootte van heupkom                                         | Groot                                   | Klein                                         | Vergrote gewichtsoverdracht via heupgewricht                                                                                                |
| Spina iliaca anterior inferior                              | Aanwezig                                | Afwezig/ zwak                                 | Aanhechtingsplaats voor sterke darmbeen-dijbeenband, helpt het evenwicht te bewaren door te voorkomen dat bij de dij hyperextensie optreedt |
| Grootte van heupkop                                         | Groot                                   | Klein                                         | Vergrote gewichtsoverdracht via heupgewricht                                                                                                |
| Verdeling van hard bot in de dijbeenhals                    | Inferior dikker                         | Gelijkmatig                                   | Vergrote gewichtsoverdracht via heupgewricht                                                                                                |
| Bicondylaire stand van dijbeen                              | Valgus                                  | Afwezig/ varus                                | Plaatsing van het onderbeen dichter bij mediaan vlak                                                                                        |
| Lengte van condylen van het dijbeen                         | Condylus medialis femoris langer        | Gelijk                                        | Helpt mediale rotatie van dijbeen en slotstrekking van kniegewricht bij hielcontact en afzet                                                |
| Stand van onderkant van het scheenbeen                      | Haaks op de lange as van het scheenbeen | Meer zijdelings hellend                       | Maakt een beweging van de knie recht over de voet mogelijk                                                                                  |
| Plantaire uitsteeksels op hielbeen                          | Twee                                    | Een                                           | Maakt een stabiel hielcontact mogelijk |
| Voetgewelf                                                  | Longitudinaal en dwars                  | Afwezig                                       | Werkt als schokdemper en behoudt de stijfheid van de voet tijdens de standfase                                                              |
| Opponeerbare grote teen                                     | Afwezig                                 | Aanwezig                                      | Efficiënte voetafzet, verlies van greep |
| Lengte voetwortel                                           | Lang                                    | Kort                                          | Efficiëntere hefboomwerking in de voet |
| Lengte straal (middenvoetsbeen en teen) II-V                | Kort                                    | Lang                                          | Efficiëntere hefboomwerking in de voet |
| Robuustheid middenvoetsbenen                                | 1 > 5 > 4 > 3 > 2                       | 1 > 3 > 2 > 4 > 5                             | Grotere gewichtsoverdracht langs de laterale rand van de voet                                                                               |
| Kromming middenvoetsbenen                                   | Plat                                    | Gekromd                                       | Verlies van greep |

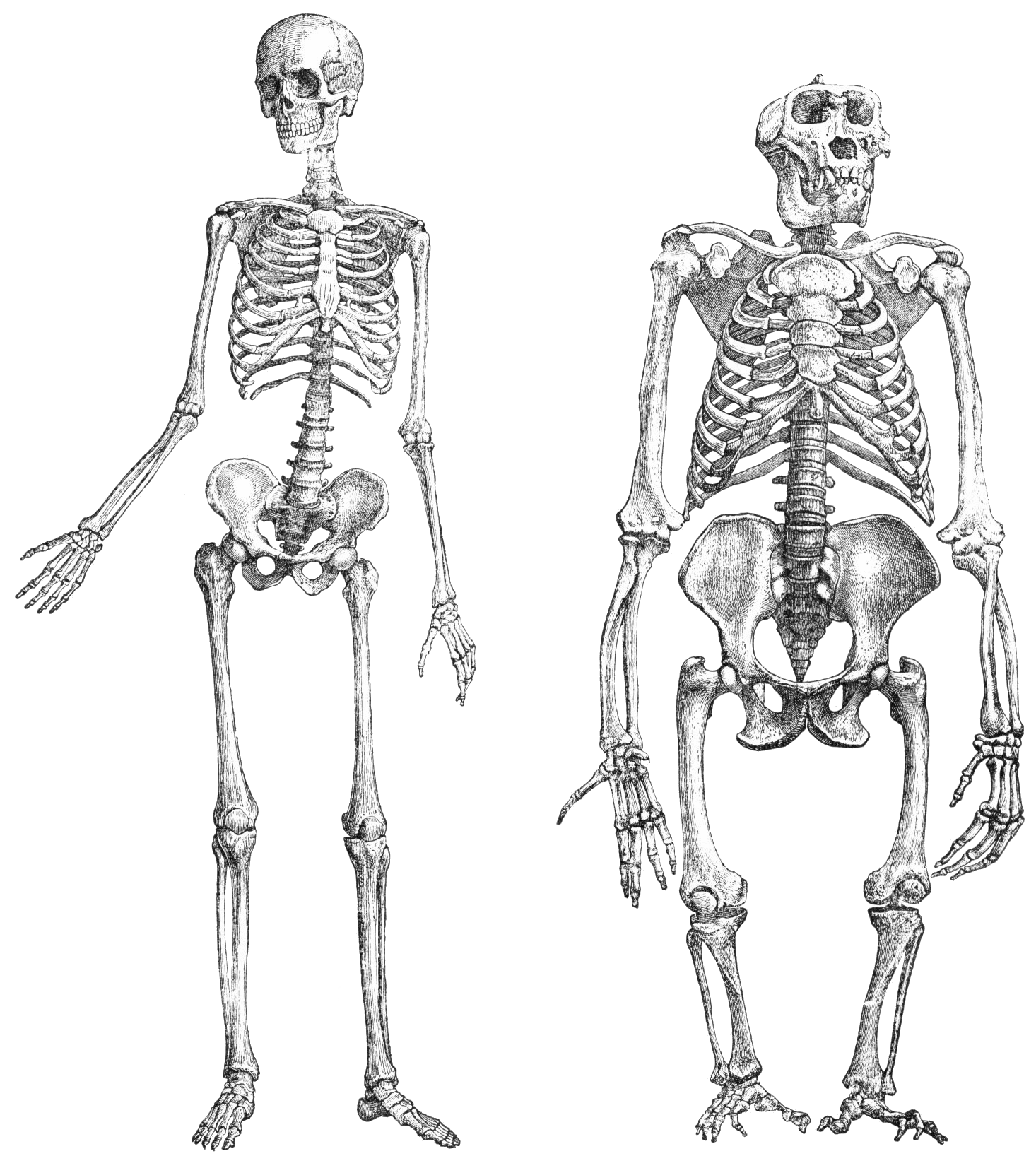
Skelet van mens en gorilla

De grootste verschillen zijn in het bekken en de onderste ledematen te vinden. Aangezien tijdens de zwaaifase slechts een been op de grond staat, is evenwicht een belangrijke factor. Veel is er dan ook op gericht om de neerwaartse kracht zo dicht mogelijk bij het mediane vlak te houden.
Door de aangepaste vorm van het bekken kunnen de kleine bilspieren zich naast het bekken bevinden. Door deze aan te spannen, wordt de romp tijdens het lopen richting het staande been getrokken, wat het evenwicht ten goede komt.

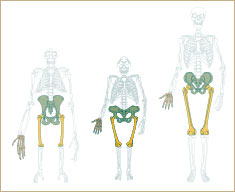
Stand van dijbeen bij chimpansee, Lucy en mens

De bicondylaire stand van het dijbeen – genua valga of x-benen – lijkt dan meer een gevolg van tweevoetigheid. Bij geboorte hebben de meeste mensen genua vara of O-benen en bij hen die nooit gelopen hebben valgiseren de benen niet, waarmee de bicondylaire stand eerder epigenetisch is. Bij de andere Hominidae staat het dijbeen recht.
De bicondylaire stand is het gevolg van het hoogteverschil tussen de condylen van het dijbeen. De condylus medialis femoris (binnenste knobbel van dijbeen) is langer dan de condylus lateralis femoris (buitenste knobbel). Tijdens extensie (strekking) en flexie (buiging) van de knie draait het scheenbeen ten opzichte van het dijbeen. Zonder deze rotatie zou de buitenste knobbel van het dijbeen bij een gestrekt been het scheenbeen niet meer raken. Bij een gebogen been kan de knie nog vrij roteren, maar in het laatste deel is er een gedwongen exorotatie van het scheenbeen ten opzichte van het dijbeen. Deze slotrotatie geeft de knie extra stabiliteit tijdens hielcontact en afzet.
De menselijke voet is geheel aangepast aan tweevoetigheid en heeft de greepmogelijkheid volledig verloren. De andere Hominidae hebben nog een opponeerbare grote teen, bij de mens staat deze in dezelfde richting als de andere tenen. Het voetgewelf werkt als schokdemper tijdens het hardlopen, terwijl de andere Hominidae hun gewicht dragen met de middenvoet. De relatief lange voetwortel bij de mens is gunstig voor de hefboomwerking van de voet.

### Mogelijke mechanismes
Er zijn vele verschillende mechanisme bedacht die geleid zouden kunnen hebben tot tweevoetigheid. Een deel daarvan ontstond voordat er fossiele overblijfselen waren gevonden, terwijl de vondst van de Javamens – naar later bleek een Homo erectus – in 1890 lange tijd sceptisch benaderd werd. Dat gold ook voor de vondst van het Taungkind, een schedel van een Australopithecus africanus die in 1924 in Zuid-Afrika werd gevonden. Vroege hypotheses waren daardoor vooral theoretisch en gebaseerd op de vergelijkende anatomie tussen mensen en bestaande en uitgestorven apen. Met de vondst van meer fossielen, vooral uit Oost-Afrika, werden de hypotheses steeds fossiel-gerichter, tot op het punt dat achterliggende drijfveren uit het zicht verdwenen.
Aangezien de evolutie naar tweevoetigheid de nodige anatomische veranderingen met zich meebrengt en ook relatief uniek is in de dierenwereld, is het waarschijnlijk dat er een sterke selectiedruk is geweest. Klimaatverandering is in veel hypotheses een belangrijke factor en al heeft de savannehypothese de nodige kritiek gekregen, het lijkt waarschijnlijk dat de overgang van tropische bossen naar een gevarieerder landschap een belangrijke rol heeft gespeeld. Binnen die omgevingshypothese is een reeks van mechanismehypotheses opgesteld.

#### Vrijmaken van voorste ledematen
Charles Darwin dacht dat tweevoetigheid een gevolg was van het vrijmaken van de handen om wapens en werktuigen te hanteren. Ook later werd dit nog gezien als de directe drijfveer, maar uit verder onderzoek zou blijken dat het gebruik van werktuigen pas veel later tot ontwikkeling kwam. De eerste artefacten zullen waarschijnlijk houten werktuigen zijn geweest, maar door hun vergankelijkheid is hiervan niets teruggevonden. De oudste vondsten van stenen werktuigen dateren mogelijk van zo'n 2,6 miljoen jaar geleden.
Desondanks werden het dragen of gooien met wapens en het dragen van gereedschappen ook daarna nog voorgesteld als het mechanisme dat tot tweevoetigheid leidde. Het dragen van voedsel of kinderen is ook voorgesteld als drijfveer.

#### Voedsel
Het dragen van voedsel is voorgesteld als mechanisme, terwijl meer in het algemeen het verzamelen van voedsel ook een rol kan hebben gespeeld.

##### Armslingeren
Arthur Keith zag in 1923 een verband met het armslingeren (brachiatie) dat zou hebben gelopen van gibbons (hylobatian) via Afrikaanse mensapen (troglodytian) naar plantigrade, oftewel tweevoetig op de grond zoals de mens. Dit was de uitwerking van onderzoek dat hij al in 1902 begonnen was. Dit was in een tijd dat er nog vele anatomen en paleontologen waren die stelden dat de mens zijn stamboom niet deelde met de mensapen.
William King Gregory viel Keith bij in de brachiatiediscussie. Ook Dudley Joy Morton zag brachiatie als het mechanisme, maar dan niet bij de Afrikaanse mensapen, maar bij de kleinere gibbons. Adolph Schultz zag daarbij een minder specifieke aapachtige voorouder. Volgens William L. Straus stamde de mens niet af van de mensaap, maar van een andere soort van smalneusapen die rechtop over takken zou hebben gelopen zoals tegenwoordig apen van de Oude Wereld nog doen.
In de jaren 1940 nam de steun voor het model van armslingeren af, mede doordat het postcranium van Proconsul geen aanwijzingen voor brachiatie toonde. Frederic Wood Jones stelde al in 1929 dat er een eerdere afsplitsing was geweest en dat de mens tot de stamboom van de Tarsiiformes behoorde. Ook Wilfrid Le Gros Clark zag een vroege splitsing, wat tegen de brachiatiehypothese inging. Keith ging hierin uiteindelijk mee en stapte van zijn model af.
Gregory en Morton bleven echter bij het brachiatiemodel en vonden steun in een invloedrijk werk van Earnest Hooton. Sherwood Washburn en enkele van zijn studenten publiceerden in de jaren daarna nog wel over modellen van brachiatie, maar in aanzienlijk aangepaste vorm. In de jaren 1960 bleek dat de Afrikaanse mensapen nauwelijks tussen bomen slingeren en vooral over de grond van boom tot boom lopen. Virginia Avis vatte in 1962 de toen bekende kennis samen die het onwaarschijnlijk maakte dat de voorouder van de mens erg bedreven was geweest in armslingeren.

##### Knokkellopen

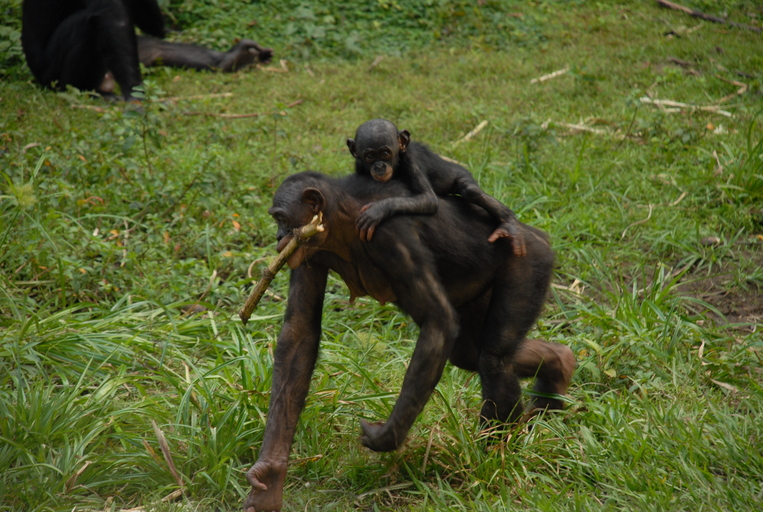
Knokkellopende bonobo

Met DNA-testen werd uiteindelijk duidelijk dat de moderne mens zijn recentste gemeenschappelijke voorouder (RGV) of last common ancestor (LCA) deelt met de chimpansee en dat deze laatste gemeenschappelijke voorouder van mens en chimpansee of chimpanzee–human last common ancestor (CHLCA) waarschijnlijk tussen de 5 en 7 miljoen jaar oud is.
Russell Tuttle ontdekte dat de aanpassingen in de handen van Afrikaanse mensapen niet geschikt waren voor armslingeren, maar vooral voor knokkellopen, terwijl dit bij de Aziatische orang-oetans niet het geval was, net zomin als bij de mens. Dit was voor Tuttle geen aanleiding om te stellen dat de mens ook daadwerkelijk aan knokkellopen had gedaan. In de tenen waren meer aanwijzingen te vinden dan in de vingers, maar dit was geen reden om aan te nemen dat er ooit een vorm van knokkellopen met de voeten was geweest. Tuttle was nog niet overtuigd van de nieuwe fylogenetische kennis en ging nog uit van een splitsing van de voorouders van de mens voordat de orang-oetans zich afsplitsten, waarmee knokkellopen een onwaarschijnlijk scenario was. Washburn nam de nieuwe fylogenetische kennis wel mee en stelde dat de mens net als de chimpansee een knokkelloper was geweest.
Ook Brian Richmond en David Strait en later David Begun stelden dat Australopithecus anamensis en Australopithecus afarensis nog een morfologie vertoonden die overeenkwam met knokkellopen. Ook dit is echter weer betwist.
Naast knokkellopen zijn ook tenenlopen, handenlopen en vuistlopen geopperd als mogelijke viervoetige voorlopers van de menselijke bipedie.

##### Klimmen

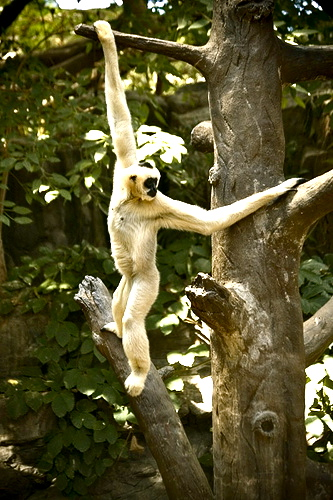
Gibbons bewegen zich armslingerend voort, maar ook tweevoetig terwijl zij zich met de armen ondersteunen aan bovenliggende takken

Tuttle ging uit van het kenmerk van boomklimmen dat alle apen delen en stelde dan ook dat de opwaartse mobiliteit en het tweevoetig rennen op takken had geleid tot tweevoetigheid. Ook John Fleagle et al. zagen klimmen als de voorloper van rechtop lopen.

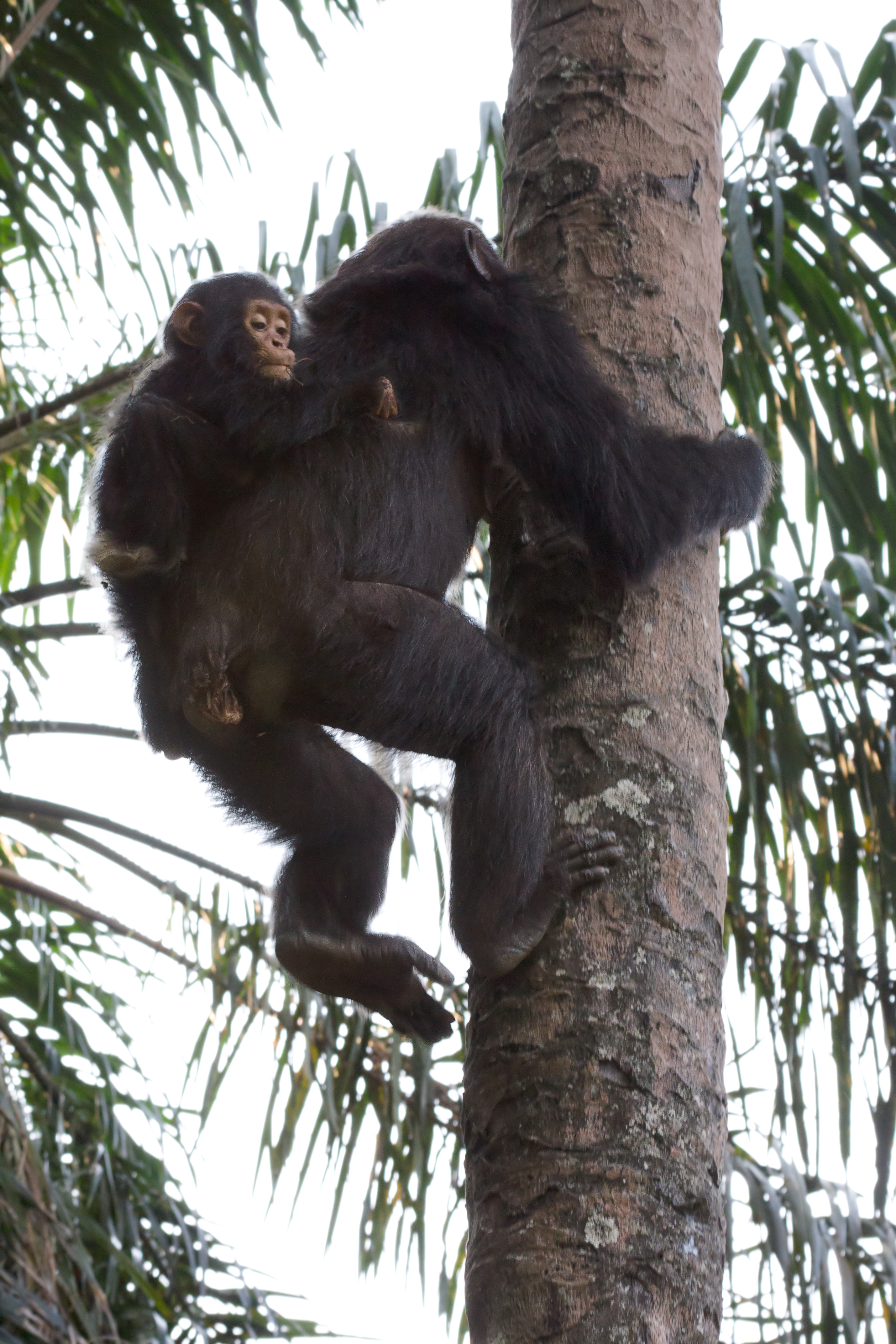
Pan troglodytes schweinfurthii boomklimmend met vier ledematen

Waar Fleagle en Tuttle met anderen kleine klimmers die tweevoetig op takken liepen als de menselijke voorouders zien, stellen Jack T. Stern, J.H. Prost en Kevin D. Hunt dat het grote klimmers waren die alle vier de ledematen gebruikten in de bomen.
Robin Crompton en Susannah Thorpe et al. zagen meer overeenkomsten met de voortbeweging van de orang-oetans.

##### Houding
Kevin D. Hunt stelde dat tweevoetigheid niet begonnen is om te lopen, maar als houding om bij hoger hangend voedsel te kunnen, de postural feeding hypothesis.

##### Wateraap
Alister Hardy stelde de wateraaphypothese voor die uitgewerkt werd door Elaine Morgan. Deze hypothese heeft nooit veel aanhang gekregen onder antropologen en wordt tegenwoordig grotendeels afgewezen. Dat heeft er lange tijd toe geleid dat elk verband dat met water werd gelegd verdacht was. Gaandeweg ontstonden er echter afgezwakte versies als waterkanthypothese.
In minder uitgesproken vorm spelen draslanden een rol.

#### Sociaal gedrag
Waakzaamheid werd al voorgesteld door Lamarck als een van de mechanismes. Raymond Dart zag dit samen met wapengebruik ook als de drijfveer.
Expressiegedrag is ook voorgesteld als mechanisme. Volgens de threat-display-hypothese zou fysieke agressie verminderd zijn met behulp van dreiggedrag waarbij kortstondig een rechtopstaande houding werd aangenomen. Volgens de phallic-display-hypothese zou die houding een seksuele functie hebben bij het imponeren van potentiële partners.
Lovejoy stelde dat de toegenomen seizoensinvloeden door klimaatverandering bijdroegen aan de monogamie van de vroege hominini, waarbij de man een belangrijke rol speelde in de zorg voor de kinderen. Anders dan bij andere dieren voldeed de mond niet om voedsel in voldoende hoeveelheden te dragen, zodat het vrijkomen van de handen een selectiedruk richting tweevoetigheid zou geven. Dit male provisioning model kreeg onder meer kritiek omdat het hoogst onzeker is dat vroege hominini monogaam waren.

#### Thermoregulatie
Thermoregulatie is een andere hypothese, waarbij de verticale stand minder te verwarmen oppervlak op zou leveren, maar dit zou volgens ander onderzoek maar een marginale invloed hebben.

#### Efficiëntie
Wolfgang Köhler observeerde in 1921 bij chimpansees dat deze rechtop liepen als ze iets met de handen moesten dragen, als de grond nat en koud was, of in allerlei opwindingstoestanden. Chimpansees bij wie de lichaamsbouw zich er goed voor leende, liepen soms dagenlang spelenderwijs rechtop. Hij maakte echter geen analogie met de voorouders van de moderne mens.
Andere mechanismes richten zich op de grotere efficiëntie die tweevoetige voortbeweging zou hebben. Onder meer Peter Rodman en Henry M. McHenry richtten zich daarbij op het lopende afleggen van lange afstanden.
Daniel Lieberman stelt in zijn duurloophypothese dat de mens een slechte sprinter is, maar een goede duurloper, wat zelfs de renjacht mogelijk maakt waarbij snellere dieren uitgeput worden.

#### Combinaties
In plaats van een enkel mechanisme, lijkt het waarschijnlijk dat er meerdere factoren een rol speelden. De toegenomen flexibiliteit van de hominini zal hun kansen hebben doen toenemen in een klimaat dat zeer veranderlijk werd. Zo stelde John R. Napier:
It seems unlikely that any single factor was responsible for such a dramatic change in behaviour. In addition to the advantages of accruing from ability to carry objects - food or otherwise - the improvement of the visual range and the freeing of the hands for purposes of defence and offence must equally have played their part as catalysts.
| Vrijmaken van voorste ledematen | Algemeen                          |                              |               | Darwin (1871)                 | Hooton (1946)            |                                 |                                   |                  |                        |                       |                      |
| Vrijmaken van voorste ledematen | Gooien                            |                              |               | Fifer (1987)                  | Dunsworth et al. (2003)  |                                 |                                   |                  |                        |                       |                      |
| Vrijmaken van voorste ledematen | Gooien                            | wapengebruik                 |               | Dart (1959)                   | Kortlandt (1980)         |                                 |                                   |                  |                        |                       |                      |
| Vrijmaken van voorste ledematen | Dragen                            | voedsel                      |               | Hewes (1961)                  | Lovejoy (1981)           | Parker (1987)                   | Gebo (1996)                       |                  |                        |                       |                      |
| Vrijmaken van voorste ledematen | Dragen                            | kinderen                     |               | Etkin (1954)                  | Tanner (1981)            | Iwatmoto (1985)                 |                                   |                  |                        |                       |                      |
| Vrijmaken van voorste ledematen | Dragen                            | werktuigen                   |               | Bartholomew & Birdsell (1953) | Washburn (1967)          | Marzke (1986)                   |                                   |                  |                        |                       |                      |
| Sociaal gedrag                  | Dreiggedrag                       |                              |               | Livingstone (1962)            | Wescott (1967)           | Tanner (1981)                   | Jablonski & Chaplin (1992) (1993) |                  |                        |                       |                      |
| Sociaal gedrag                  | Balts- en imponeergedrag          |                              |               | Guthrie (1970)                | Tanner (1981)            | Montgomery (1988)               |                                   |                  |                        |                       |                      |
| Sociaal gedrag                  | Agressie                          |                              |               | Kortlandt (1980)              |                          |                                 |                                   |                  |                        |                       |                      |
| Sociaal gedrag                  | Waakzaamheid                      |                              |               | Lamarck (1809)                | Dart (1959)              | Day (1977)                      | Ravey (1978)                      |                  |                        |                       |                      |
| Sociaal gedrag                  | Ontwijking                        |                              |               | Reynolds (1931)               |                          |                                 |                                   |                  |                        |                       |                      |
| Sociaal gedrag                  | Huwelijksgeschenken               |                              |               | Lovejoy (1981)                | Parker (1987)            |                                 |                                   |                  |                        |                       |                      |
| Sociaal gedrag                  | Mode                              |                              |               | Dawkins (2004)                |                          |                                 |                                   |                  |                        |                       |                      |
| Voedingsgedrag                  | Verzamelen                        | Bomen                        | armslingeren  | Keith (1923)                  | Gregory (1916) (1928)    | Morton (1924) (1927)            | Schultz (1930)                    | Hooton (1946)    |                        |                       |                      |
| Voedingsgedrag                  | Verzamelen                        | Bomen                        | klimmen       | Tuttle & Basmajian(1974)      | Tuttle (1975) (1981)     | Fleagle et al. (1981)           | Stern (1975)                      | Prost (1980)     | Hunt (1996)            | Crompton et al.(2003) | Thorpe et al. (2007) |
| Voedingsgedrag                  | Verzamelen                        | Bomen                        | houding       | Hunt (1991) (1994) (1996)     |                          |                                 |                                   |                  |                        |                       |                      |
| Voedingsgedrag                  | Verzamelen                        | Grond                        |               | Du Brul (1962)                | Wrangham (1980)          | Rose (1984)                     | Wundram (1986)                    | Sarmiento (1998) |                        |                       |                      |
| Voedingsgedrag                  | Verzamelen                        | Grond                        | knokkellopen  | Washburn (1967)               | Richmond & Strait (2000) | Richmond, Begun & Strait (2001) |                                   |                  |                        |                       |                      |
| Voedingsgedrag                  | Verzamelen                        | Grond                        | zaden         | Jolly (1970)                  |                          |                                 |                                   |                  |                        |                       |                      |
| Voedingsgedrag                  | Verzamelen                        | Grond                        | drasland      | Ellis (1991)                  | Wrangham et al. (2009)   |                                 |                                   |                  |                        |                       |                      |
| Voedingsgedrag                  | Verzamelen                        | Grond                        | hurken        | Kingdon (2003)                |                          |                                 |                                   |                  |                        |                       |                      |
| Voedingsgedrag                  | Verzamelen                        | Water (wateraaphypothese)    |               | Hardy (1960)                  | La Lumiere (1981)        | Morgan (1982)                   | Verhaegen (1985)                  | Niemitz (2002)   | Kuliukas (2002)        |                       |                      |
| Voedingsgedrag                  | Aaseten                           |                              |               | Szalay (1975)                 | Isaac (1978)             | Merker (1984)                   | Carrier (1984)                    | Shipman (1986)   | Sinclair et al. (1986) |                       |                      |
| Voedingsgedrag                  | Jagen                             | Bomen                        |               | Eickhoff (1988)               |                          |                                 |                                   |                  |                        |                       |                      |
| Voedingsgedrag                  | Jagen                             | Grond                        |               | Cartmill (1974)               | Geist (1978)             | Merker (1984)                   | Carrier (1984)                    |                  |                        |                       |                      |
| Efficiëntie                     | Efficiënte voortbeweging          | Langeafstandslopen           |               | Rodman & McHenry (1980)       | Wrangham (1980)          | Isbell & Young (1996)           | Sockol et al. (2007)              |                  |                        |                       |                      |
| Efficiëntie                     | Efficiënte voortbeweging          | Duurloop (duurloophypothese) |               | Lieberman (2007)              |                          |                                 |                                   |                  |                        |                       |                      |
| Efficiëntie                     | Biomechanische onvermijdelijkheid |                              |               | Reynolds (1985)               |                          |                                 |                                   |                  |                        |                       |                      |
| Efficiëntie                     | Van boom naar boom bewegen        |                              |               | Pickford & Senut (2001)       |                          |                                 |                                   |                  |                        |                       |                      |
| Efficiëntie                     | Locomotorische ontkoppeling       |                              |               | Sylvester (2006)              |                          |                                 |                                   |                  |                        |                       |                      |
| Efficiëntie                     | Wandelen op sneeuw of ijs         |                              |               | Köhler (1921)                 |                          |                                 |                                   |                  |                        |                       |                      |
| Overige                         | Jodiumtekort                      |                              |               | Marett (1936)                 |                          |                                 |                                   |                  |                        |                       |                      |
| Overige                         | Thermoregulatie                   |                              |               | Wheeler (1984) (1991)         |                          |                                 |                                   |                  |                        |                       |                      |
| Overige                         | Genetische drift                  |                              |               | Filler (2007)                 |                          |                                 |                                   |                  |                        |                       |                      |
| Combinaties                     |                                   |                              |               | Napier (1963)                 |                          |                                 |                                   |                  |                        |                       |                      |
| Combinaties                     |                                   |                              | Sigmon (1971) |                               |                          |                                 |                                   |                  |                        |                       |                      |
| Combinaties                     |                                   |                              | Rose (1984)   |                               |                          |                                 |                                   |                  |                        |                       |                      |
| Combinaties                     |                                   |                              | Day (1986)    |                               |                          |                                 |                                   |                  |                        |                       |                      |
| Combinaties                     |                                   |                              | Sarre (1994)  |                               |                          |                                 |                                   |                  |                        |                       |                      |

### Fossiel bewijs
Hoewel tweevoetigheid als belangrijke aanzet wordt gezien van de hominisatie, heeft tweevoetigheid geen dichotoom karakter, maar is het een complex samenspel van fysieke kenmerken waarvan de belangrijkste hierboven genoemd zijn. Tussen de obligate bipedie van de mens en de incidentele bipedie van de andere Hominidae bevindt zich dan ook nog een tussenfase van facultatieve bipedie. Toch zijn aanwijzingen van facultatieve en obligate bipedie een goede indicatie dat een fossiel tot de hominini behoort en niet tot een uitgestorven aap die slechts incidentele bipedie beheerste.

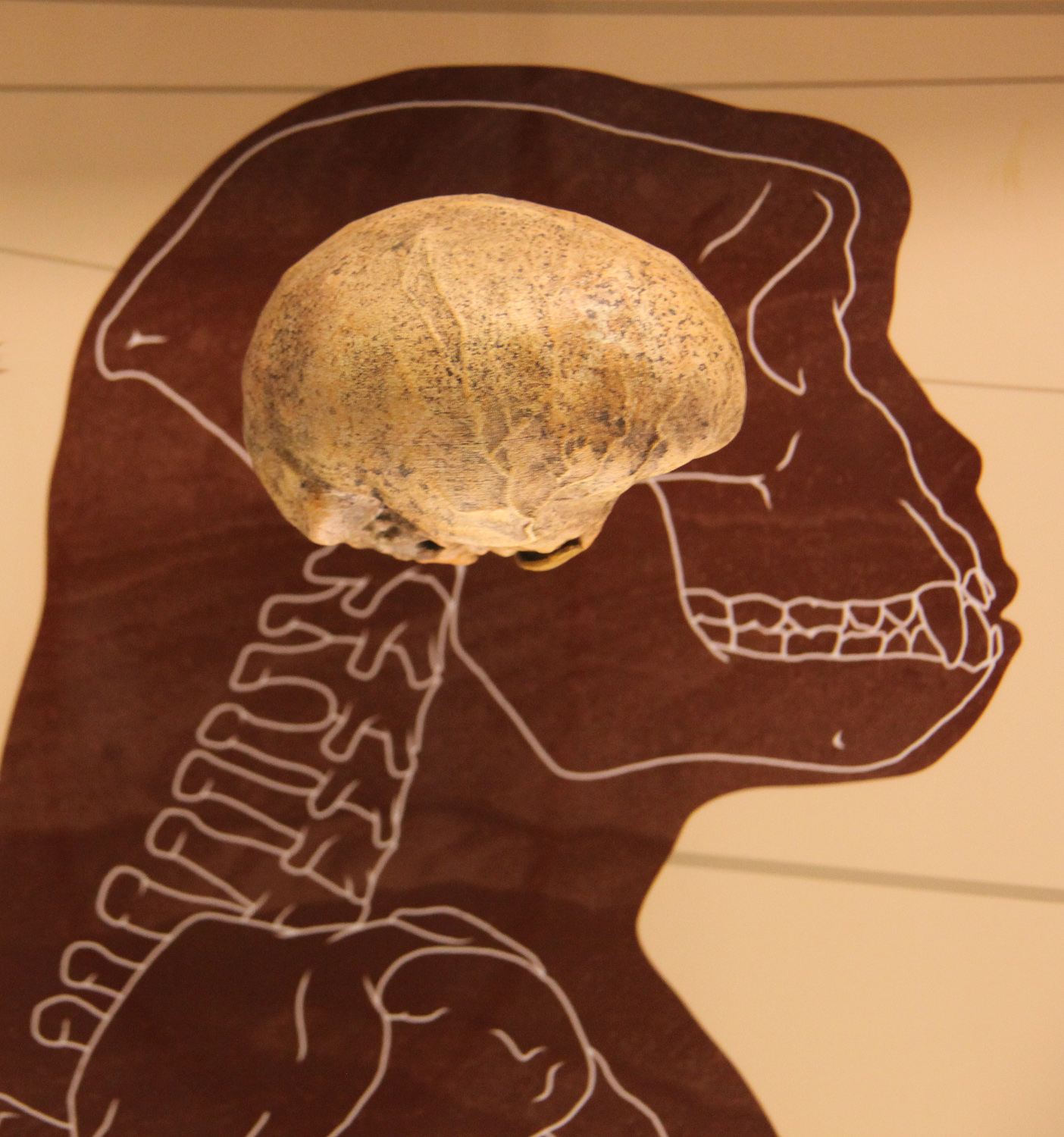
Endocast van Sahelanthropus tchadensis waarbij ook de oriëntatie van het foramen magnum is te zien

De vroegste aanwijzingen voor mogelijke bipedie zijn gevonden bij Sahelanthropus tchadensis die zo'n 7 miljoen jaar oud is. Hierbij zou het foramen magnum zich meer naar binnen bevinden dan bij mensapen en vrijwel in het transversale vlak zoals ook bij andere hominini. De herseninhoud van Sahelantrophus tchadensis is vergelijkbaar met die van een chimpansee. Aangezien er geen postcraniale – overblijfselen buiten de schedel – overblijfselen zijn, valt er niets te zeggen over eventuele overige aanpassingen.

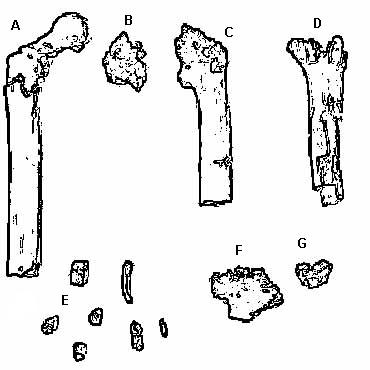
Resten van Orrorin tugenensis, met onder A, B en C resten van dijbenen, D een opperarmbeen, E tanden en F en G onderkaak

Van de zo'n 6 miljoen jaar oude Orrorin tugenensis zijn zeer weinig overblijfselen gevonden. Een dijbeen heeft aanwijzingen van tweevoetigheid, al is daar discussie over. De andere resten van het postcranium wijzen nog op boomklimmen.
Een teenkootje van de zo'n 5,6 miljoen jaar oude Ardipithecus kadabba wijst op dorsiflexie, wat weer een aanwijzing voor tweevoetigheid is. Van de 4,4 miljoen jaar oude Ardipithecus ramidus zijn meer resten gevonden. Het bekken lijkt geschikt voor zowel vier- als tweevoetigheid, terwijl de grote teen – die niet de grootste teen was – opponeerbaar is. Dit laatste lijkt een aanwijzing dat er geen sprake van een voetgewelf is, zodat de voet minder geschikt is voor tweevoetig rennen.

#### Facultatieve bipedie
De vroegste aanwijzingen voor facultatieve tweevoetigheid zijn te vinden in de zo'n 4 miljoen jaar oude Australopithecus anamensis. De onderzijde van het scheenbeen lijkt op die van de moderne mens, zodat de knie recht over de voet kon bewegen.

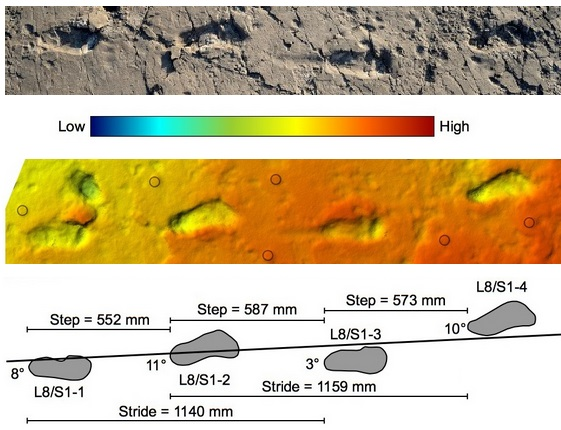
Voetsporen in Laetoli bij site S die in 2015 onderzocht zijn

De 3,6 miljoen jaar oude voetafdrukken van Laetoli van waarschijnlijk Australopithecus afarensis lijken sterk op die van de moderne mens, al is ook daar discussie over. Duidelijk is in ieder geval dat er minimaal sprake is van facultatieve tweevoetigheid. Uit de overblijfselen blijkt nog wel een geschiktheid voor boomklimmen, zoals de kromming van de vinger- en teenkootjes. De schouderbladen zijn ook nog meer aapachtig. Het bekken is weer meer mensachtig en het dijbeen staat ook naar binnen gericht. Ook de voet had zijn greep grotendeels verloren. Er zijn twee kampen in de gepolariseerde discussie over de mate van tweevoetigheid van A. afarensis. Daarbij stelt de ene dat deze vrijwel net zo goed tweevoetig liep als de moderne mens, terwijl de andere stelt dat er nog voldoende aanwijzingen zijn voor boomklimmen. Aanwijzingen voor tweevoetigheid zijn de bicondylaire stand van het dijbeen waarvan de hoek nog groter is dan die bij de mens, het bekken dat nog breder is dan bij de mens en een goed ontwikkelde spina iliaca anterior inferior. Dit alles moet geresulteerd hebben in een goed evenwicht en gewichtsoverdracht tijdens tweevoetig lopen. Door een lange dijbeenhals zou abductie van de heup nog makkelijker zijn geweest dan bij de mens, al kan dit ook een gevolg zijn van de bredere heupen en ribbenkast. Ook de stand van onderkant van het scheenbeen is gunstig voor tweevoetigheid en de enkel lijkt op dat van de moderne mens.

Daar staat tegenover dat de tenen minder dorsiflexie lijken te hebben dan die van de mens. Ook lijkt een groot deel van het gewicht nog gedragen te worden door de middenvoet en zou het voetgewelf nog niet ontwikkeld zijn. Ook zijn er de al genoemde kenmerken voor boomklimmen. Het dijbeen was relatief kort, zodat de schrijdlengte korter zal zijn geweest. Verder geldt dat de grotere exemplaren weliswaar veel mensachtige kenmerken hebben, maar dit geldt in mindere mate voor de kleinere fossielen. Zo is daar de bovenarmbeen van het bovenarmbeen sterk ontwikkeld en is de schouderkom meer richting de schedel gericht, beide kenmerken voor het klimmen. Mogelijk was dit een vorm van seksuele dimorfie.
Ook van Australopithecus africanus zijn veel fossielen teruggevonden van tussen de 3,3 en 2,1 miljoen jaar oud. Het kent veel gelijkenissen met A. afarensis en ook hier duidt het foramen magnum op tweevoetigheid. Het bekken was geschikter voor bipedie dan dat van A. afarensis. De hoek van het dijbeen was ook relatief groot. Er is geopperd dat de verhouding van de lengte van bovenarmbeen en dijbeen (humerofemoral index), aapachtig zou zijn, omdat de bovenarm nog relatief lang zou zijn. Dit was echter op basis van beperkte gegevens en door verder onderzoek aan de relatief complete Little Foot (St 573) is de huidige conclusie dat er sprake is geweest van twee fases, met tussen Ardipithecus en Australopithecus eerst een bescheiden toename van de lengte van de onderste ledematen en verkorting van de onderarm, gevolgd door een aanzienlijke verlenging van de onderste ledematen en een verkorting van de bovenste ledematen tussen Australopithecus en Homo sapiens. De grote teen van Little Foot was niet opponeerbaar, maar de enkel was weer meer aapachtig. Ook de halfcirkelvormige kanalen in het binnenoor hebben kleinere, aapachtige afmetingen, wat zou kunnen betekenen dat rennen en springen moeizamer ging.
Zowel A. africanus als A. afarensis hebben duidelijke aanpassingen voor facultatieve bipedie, maar waren niet strikt tweevoetig. De aanpassingen bij beiden kennen de nodige verschillen en zijn mogelijke het gevolg van parallelle evolutie.
Paranthropus robustus leefde tussen de 2 en 1,2 miljoen jaar geleden. Er zijn relatief weinig postcraniale overblijfselen van gevonden, onder meer een deel van een bekken, twee gedeeltelijke dijbenen, een gedeeltelijk sprongbeen en hand- en voetbeenderen. Op basis van oudere vondsten werd de conclusie getrokken dat P. robustus minder goed zou zijn in tweevoetig lopen dan A. africanus, maar uit recenter onderzoek lijkt P. robustus een efficiënte tweevoetige te zijn geweest.

#### Obligate bipedie
Bij latere Homo als Homo ergaster, Homo erectus, Homo antecessor en Homo neanderthalensis is er duidelijk sprake van obligate bipedie. Daarmee lijkt de obligate tweevoetigheid ergens tussen de 2,5 en 1,8 miljoen jaar geleden tot stand te zijn gekomen.
Bij de oudere Homo habilis zijn nog aapachtige kenmerken waar te nemen in de handen. De voeten hebben een voetgewelf en zijn zeer geschikt om tweevoetig op te lopen, maar de enkel suggereert nog een minder gunstige gewichtsoverdracht. Ook het kuitbeen en het scheenbeen zijn al zeer mensachtig.
Homo ergaster leek al zeer veel op de moderne mens en moet in staat zijn geweest tot duurlopen, iets waar de oudere soorten niet toe in staat waren.
|  | H. sap. | H. nean. | H. heid. | H. ant. | H. erec. | H. erg. | H. rud. | H. hab. | P. rob. | P. aet. | P. bois. | Au. gar. | Au. afr. | Au. afar. | Au. anam. | Ar. ram. | Ar. kad. | O. tug. | S. tchad. |